# 第22航空群
第22航空群（だいにじゅうにこうくうぐん、英称：Fleet Air Wing 22 ）とは、海上自衛隊の航空集団隷下の航空部隊（航空群）の一つであり、大村航空基地（長崎県大村市）に配備されている。
群司令は海将補（二）をもって充てられている。

## 沿革

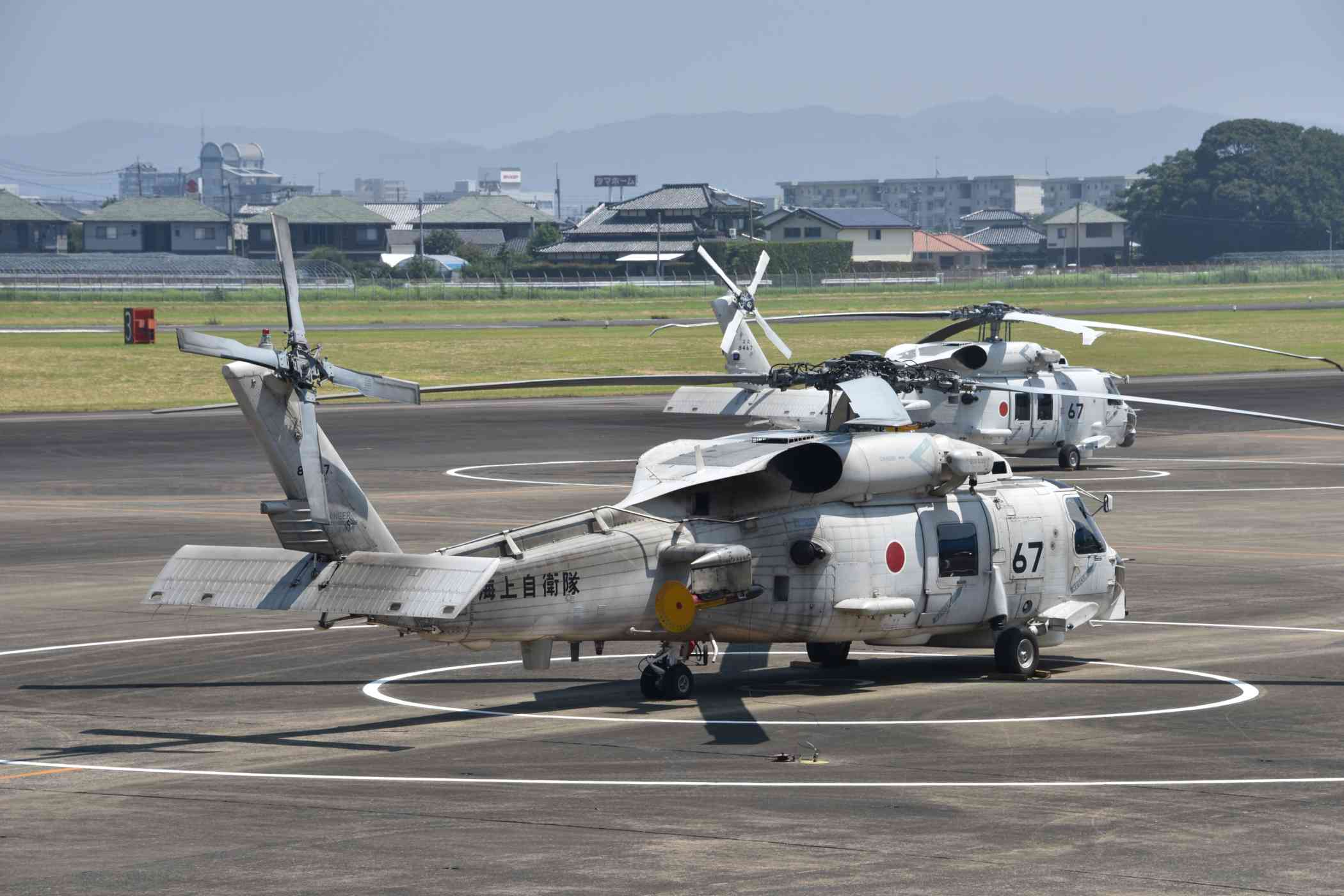
大村航空基地に駐機するSH-60J（左前）8267号機とSH-60K（右奥）8467号機

- 1987年（昭和62年）12月1日：大村航空基地に「第22航空群」が新編、航空集団隷下に編入。「第122航空隊」が第21航空群から編入。

※ 新編時の編成（司令部・第122航空隊・第123航空隊・第22支援整備隊・大村航空基地隊）
- 1998年（平成10年）
  - 3月20日：第123航空隊が部隊番号交換により「第124航空隊」に改称。
  - 12月8日：補給整備部門の組織改編により第22支援整備隊を「第22整備補給隊」に改編。
- 2007年（平成19年）7月18日：第122航空隊にSH-60K哨戒ヘリコプターが配備開始。
- 2008年（平成20年）3月26日：体制移行による部隊改編。

1. 第122航空隊、第124航空隊、佐世保地方隊大村航空隊を廃止、統合し「第22航空隊」を新編。
2. 呉地方隊小松島航空隊を編入し「第24航空隊」に改編。
3. 小月航空基地の小月救難飛行隊が廃止となり、同隊所属のUH-60J救難ヘリコプターが大村航空基地に移転し「第72航空隊」を新編。
4. 鹿屋航空基地の鹿屋救難飛行隊を編入し「第72航空隊鹿屋航空分遣隊」に改編。徳島航空基地の徳島救難飛行隊を編入し「第72航空隊徳島航空分遣隊」に改編。

- 2015年（平成27年）8月31日：第72航空隊徳島航空分遣隊が廃止[2]。
- 2018年（平成30年）
  - 3月23日：航空部隊の改編。

  1. 第22航空隊の第22列線整備隊、第72航空隊の第72列線整備隊と第22整備補給隊の第22検査隊を廃止、統合し第22整備補給隊に「第22機側整備隊」が新編[3]。
  2. 大村航空基地隊の警衛隊、運航隊地上救難班、管理隊車両班が統合され「大村航空警備隊」に改編[4]。
  3. 小松島航空基地隊の警衛班を航空警備班に改編。

  - 4月2日：第72航空隊が廃止となり、第22航空隊に第224飛行隊及び鹿屋航空分遣隊を新編[3]。
- 2022年（令和04年）2月14日：大村航空基地所在の第22航空隊が保有するUH-60Jが除籍され、第224飛行隊を廃止[5]。
- 2023年（令和05年）
  - 1月16日：第22航空群最後のUH-60Jが除籍となり[6]、鹿屋航空分遣隊を廃止[7]。
  - 1月17日：第24航空隊にSH-60K哨戒ヘリコプターが配備[8]。

## 司令部編成
司令部は、大村航空基地に設置されている。
- 航空群司令
  - 首席幕僚
  - 幕僚
  - 先任伍長

また、自衛艦隊#司令部の編成を参照。

## 部隊編成
- 第22航空隊（大村航空基地）
  - 隊本部

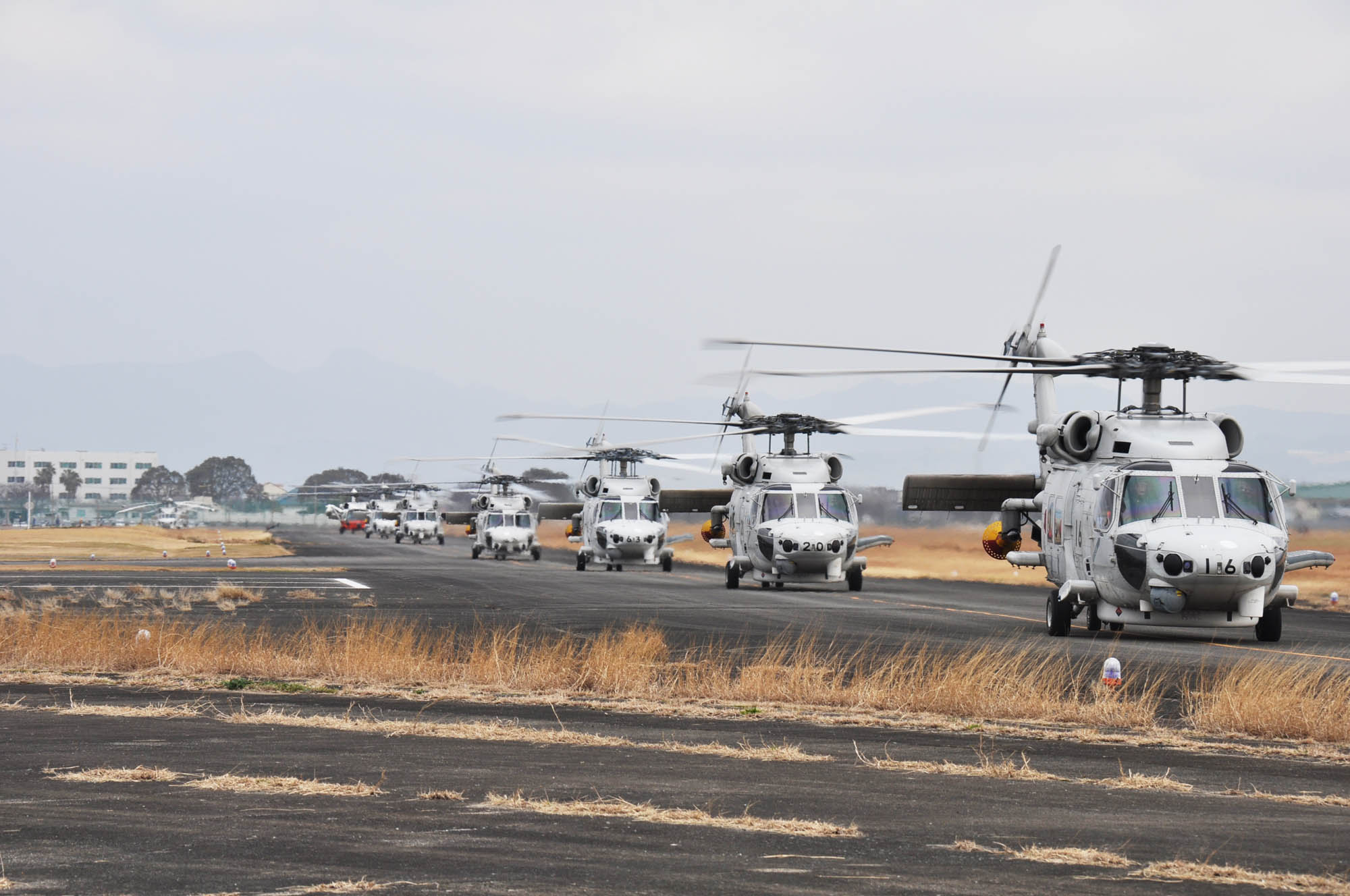
第22航空群所属のSH-60K、SH-60J、UH-60J

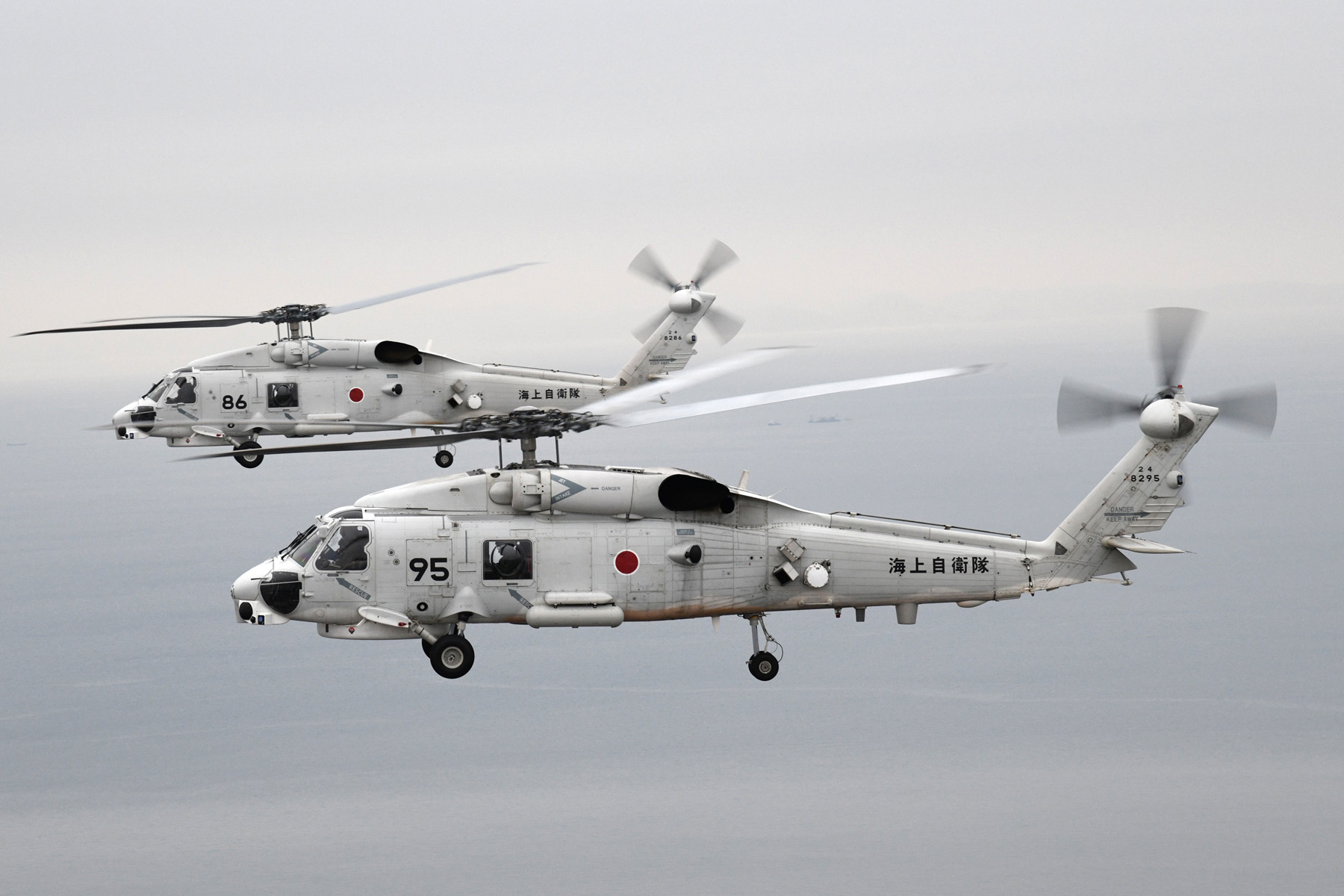
第24航空隊所属のSH-60J

  - 第221飛行隊・第222飛行隊・第223飛行隊：SH-60J/SH-60K（コールサイン "WYVERN"）
- 第24航空隊（小松島航空基地）
  - 隊本部
    - 総務室
    - 幕僚室
    - 先任伍長室

  - 第241飛行隊：SH-60J/SH-60K（コールサイン "SHADOW"）
  - 第241整備補給隊
    - 整備補給班
    - 航空機整備班
    - 装備整備班
    - 補給班

  - 小松島航空基地隊
    - 小松島管理班
    - 小松島航空警備班
    - 小松島運航班
    - 小松島通信班
    - 小松島経理班
    - 小松島厚生班
    - 小松島衛生班

- 第22整備補給隊（大村航空基地）
  - 隊本部
  - 第22航空機整備隊
  - 第22電子整備隊
  - 第22武器整備隊
  - 第22機側整備隊
  - 第22補給隊

- 大村航空基地隊（大村航空基地）
  - 隊本部
  - 大村管理隊
  - 大村航空警備隊
  - 大村運航隊
  - 大村経理隊
  - 大村厚生隊
  - 大村航空衛生隊

### 再編前の部隊編成
2008年（平成20年）3月25日以前の部隊編成（航空部隊のみ）を下記に示す。 
- 第122航空隊（大村航空基地）
  - 隊本部
  - 第122飛行隊：SH-60J（コールサイン "SNIPER"）
  - 第122列線整備隊

- 第124航空隊（大村航空基地）
  - 隊本部
  - 第124飛行隊：SH-60J（コールサイン "GANNET"）
  - 第124列線整備隊

## 主要幹部
| 官職名             | 階級    | 氏名     | 補職発令日     | 前職                                                                                                   |
| ------------------ | ------- | -------- | -------------- | --- |
| 第22航空群司令     | 海将補  | 行松栄治 | 2025年03月24日 | 第21航空群司令                                                                                         |
| 首席幕僚           | 1等海佐 | 柏村茂樹 | 2023年08月01日 | 第22航空隊司令                                                                                         |
| 第22航空隊司令     | 1等海佐 | 坂前信博 | 2025年05月09日 | 統合幕僚監部指揮通信システム部 指揮通信システム企画課 サイバー企画室長 →2025.3.24 第22航空群司令部勤務 |
| 第24航空隊司令     | 1等海佐 | 山田健一 | 2025年06月30日 | 教育航空集団司令部教育主任幕僚                                                                         |
| 第22整備補給隊司令 | 1等海佐 | 石田良太 | 2024年04月01日 | 情報本部勤務                                                                                           |
| 大村航空基地隊司令 | 1等海佐 | 児玉浩光 | 2023年12月22日 | 第21航空隊副長                                                                                         |

| 代 | 氏名       | 在職期間               | 出身校・期            | 前職                                 | 後職                     | 備考                                |
| -- | ---------- | ---------------------- | --------------------- | ------------------------------------ | ------------------------ | ----------------------------------- |
| 01 | 今道周太   | 1987.12.1 - 1989.6.29  | 成蹊大・ 9期幹候      | 鹿屋教育航空群司令                   | 退職                     |                                     |
| 02 | 武内秀郎   | 1989.6.30 - 1990.7.8   | 早大・ 9期幹候        | 海上自衛隊幹部学校副校長 兼 企画部長 | 退職                     |                                     |
| 03 | 新井春雄   | 1990.7.9 - 1992.6.15   | 防大6期               | 大湊航空隊司令                       | 舞鶴地方総監部幕僚長     | 就任時1等海佐 1990.12.15 海将補昇任 |
| 04 | 島 信行    | 1992.6.16 - 1994.3.31  | 15期幹候              | 海上幕僚監部調査部通信課長           | 退職                     | 就任時1等海佐 1993.3.24 海将補昇任  |
| 05 | 織田 勝    | 1994.4.1 - 1995.3.22   | 防大8期               | 教育航空集団司令部幕僚長             | 第21航空群司令           |                                     |
| 06 | 清水幸夫   | 1995.3.23 - 1996.6.30  | 防大7期               | 海上自衛隊第3術科学校長              | 退職                     |                                     |
| 07 | 小串 茂    | 1996.7.1 - 1998.12.7   | 防大13期              | 第31航空群司令部首席幕僚             | 佐世保地方総監部幕僚長   |                                     |
| 08 | 柳田 晃    | 1998.12.8 - 2001.3.26  | 防大12期              | 第51航空隊司令                       | 退職                     |                                     |
| 09 | 小豆野実   | 2001.3.27 - 2003.3.26  | 防大16期              | 海上自衛隊幹部学校図演装置運用課長   | 海上幕僚監部監察官       |                                     |
| 10 | 植月政則   | 2003.3.27 - 2005.7.27  | 防大18期              | 第51航空隊司令                       | 海上自衛隊幹部学校副校長 |                                     |
| 11 | 鮒田英一   | 2005.7.28 - 2007.3.27  | 東大・ 31期幹候       | 統合幕僚会議事務局第5幕僚室          | 舞鶴地方総監部幕僚長     |                                     |
| 12 | 山本敏弘   | 2007.3.28 - 2008.11.30 | 防大22期              | 第51航空隊司令                       | 第21航空群司令           |                                     |
| 13 | 中田芳基   | 2008.12.1 - 2010.7.25  | 防大24期              | 海上幕僚監部人事教育部教育課長       | 情報本部情報官           |                                     |
| 14 | 渡邊剛次郎 | 2010.7.26 - 2012.3.29  | 防大29期              | 海上幕僚監部防衛部防衛課長           | 海上幕僚監部総務部副部長 |                                     |
| 15 | 日向綿次郎 | 2012.3.30 - 2013.8.21  | 防大24期              | 教育航空集団司令部幕僚長             | 第21航空群司令           |                                     |
| 16 | 西 成人    | 2013.8.22 - 2015.8.3   | 防大30期              | 統合幕僚監部防衛計画部防衛課長       | 海上幕僚監部監察官       |                                     |
| 17 | 大町克士   | 2015.8.4 - 2018.3.26   | 防大34期              | 海上幕僚監部防衛部防衛課長           | 海上自衛隊幹部学校副校長 |                                     |
| 18 | 岡田真典   | 2018.3.27 - 2020.8.24  | 防大30期              | 開発隊群司令                         | 退職                     |                                     |
| 19 | 國見泰寛   | 2020.8.25 - 2022.7.31  | 防大35期              | 海上幕僚監部総務部副部長             | 統合幕僚監部報道官       |                                     |
| 20 | 鈴木克哉   | 2022.8.1 - 2025.3.23   | 防大40期              | 海上幕僚監部人事教育部人事計画課長   | 第4航空群司令            |                                     |
| 21 | 行松栄治   | 2025.3.24 -            | 京都産業大・ 48期幹候 | 第21航空群司令                       |                          |                                     |